# Úrsulo Galván
Úrsulo Galván Reyes (Tlacotepec, 21 oktober 1893 - Rochester, 28 juli 1930) was een Mexicaans agraristisch activist.
Galván was afkomstig uit een arme familie van landloze boeren uit de staat Veracruz. Galván volgde een opleiding tot timmerman en sloot zich in 1915 aan bij de Mexicaanse Revolutie aan de zijde van Venustiano Carranza en Álvaro Obregón. In 1917 keerde hij terug naar Veracruz en werd hij werkzaam in de olie-industrie. Ook raakte hij betrokken bij de vakbewering. In 1920 was hij een van de oprichtende leden van de Veracruzaanse afdeling van de Communistische Partij van Mexico (PCM) en maakte in 1923 een reis naar de Sovjet-Unie.
Galván wist in de jaren '20 uit te groeien tot een van de belangrijkste organisatoren van de agraristische beweging in Mexico. Galván promootte het vormen van ejidos en het uitdelen van landbezit onder landloze boeren. Hij werd vaak tegengewerkt door grootgrondbezitters maar werd in het algemeen gesteund door de regering, die het de agraristen toestond milities te organiseren om dwarsliggende grootgrondbezitters tot medewerking te dringen. Ook streden de agraristische milities aan de zijde van het regeringsleger tegen de De la Huertaopstand van 1923-1924 en de Cristero-oorlog van 1926-1929. Vooral de banden met gouverneur Adalberto Tejeda van Veracruz waren bijzonder goed. In 1923 organiseerde Galván met toestemming van Tejeda het Landelijk Comité voor Agrarische Liga's, die in 1926 met andere boerenorganisaties werd samengevoegd tot de Nationale Boerenliga (LMC) met Galván aan het hoofd.
In 1929 werd Galván ernstig ziek en trok naar de Verenigde Staten voor een medische behandeling. Het mocht niet baten en hij overleed een jaar later.